# Хохдорф-Ассенхайм
Хохдорф-Ассенхайм (нем. Hochdorf-Assenheim) — община в Германии, в земле Рейнланд-Пфальц. 
Входит в состав района Рейн-Пфальц. Подчиняется управлению Даннштадт-Шауэрнхайм.  Население составляет 3059 человек (на 31 декабря 2010 года). Занимает площадь 9,70 км².
Коммуна подразделяется на 2 сельских округа.